# Tigranés Veliký

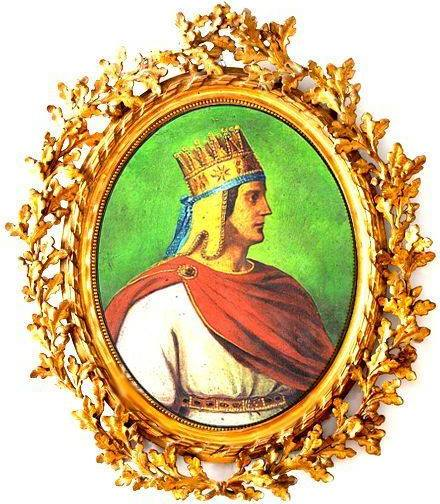
Tigranés Veliký (fiktivní zpodobnění z 19. století)

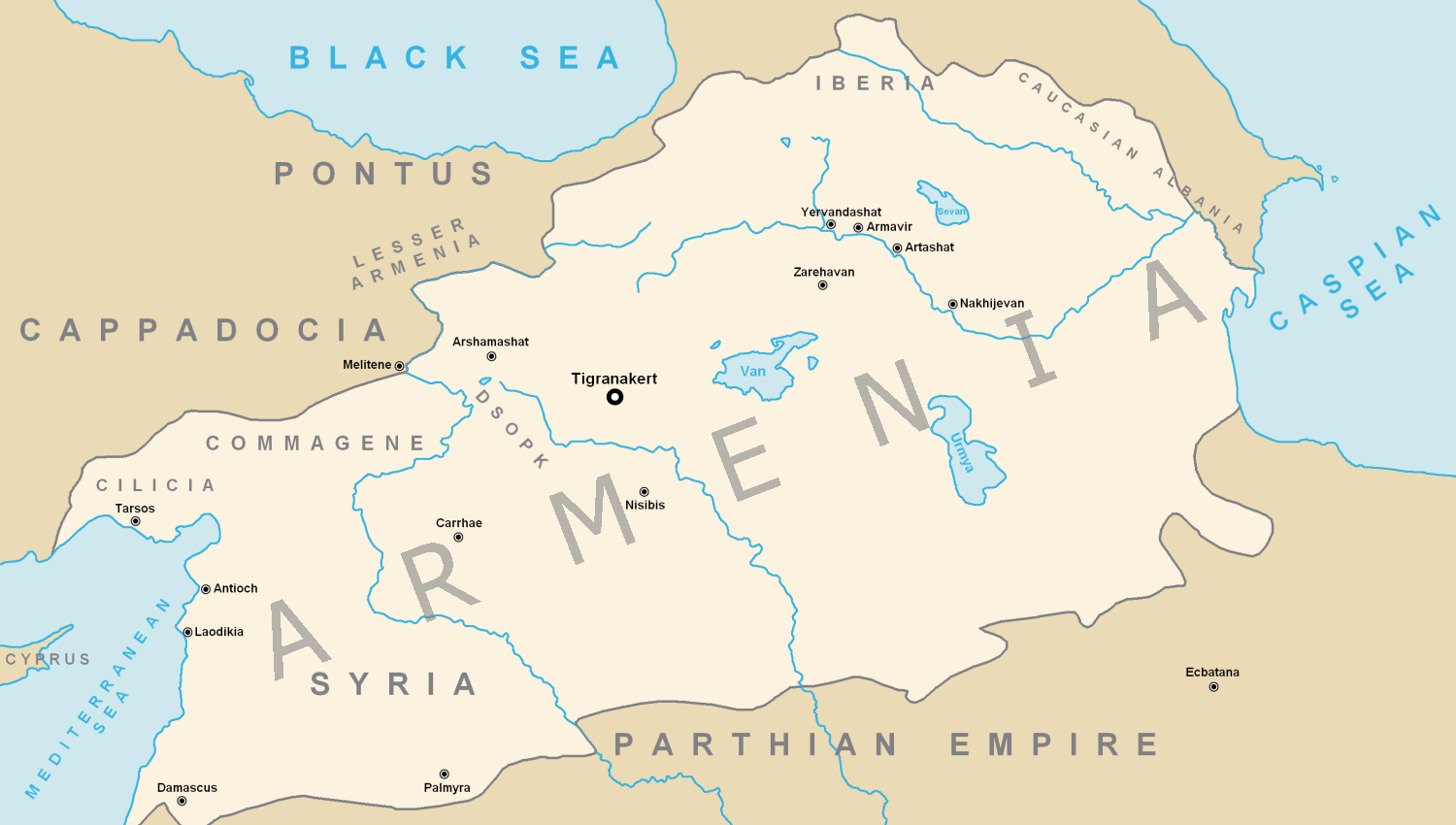
Území, které Tigranés ovládal na vrcholu své slávy

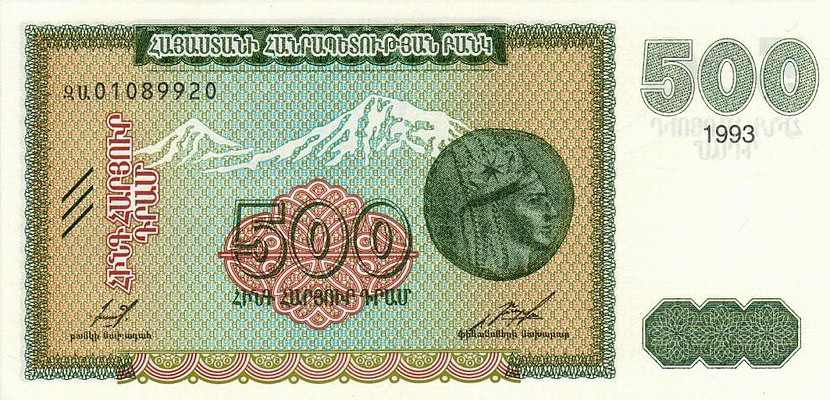
Tigranés na pětisetdramové bankovce

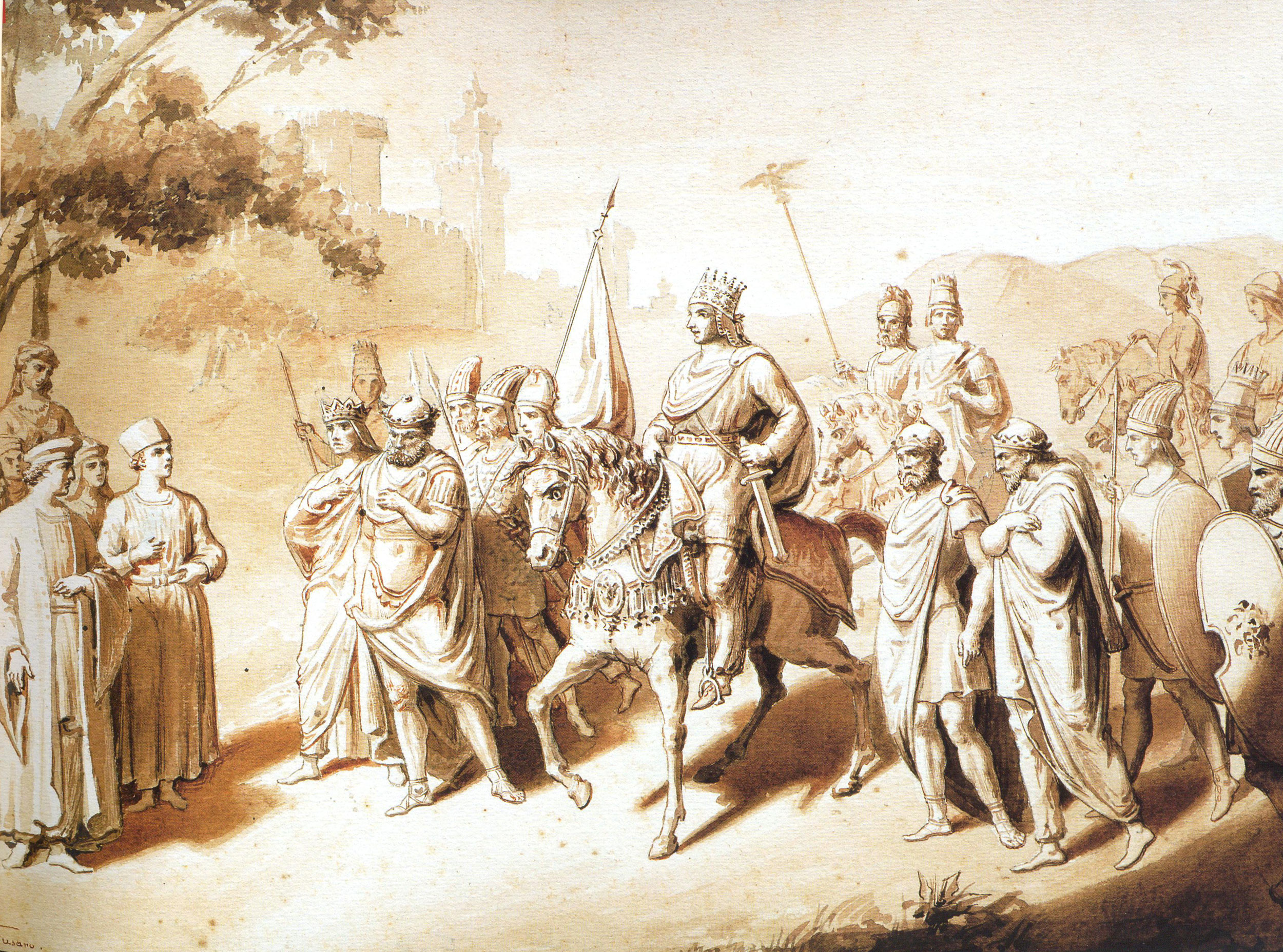
Na Fussově kresbě z 19. století

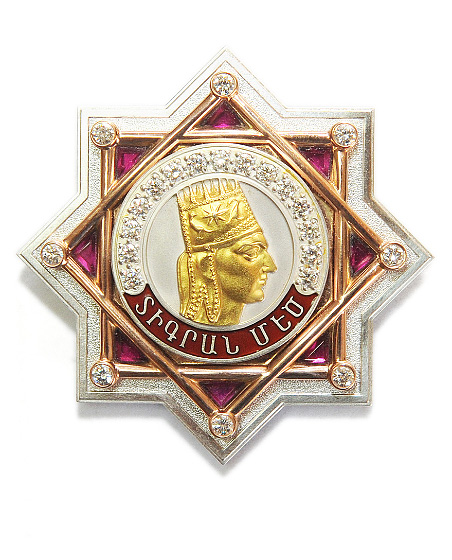
Je po něm pojmenováno i jedno z nejvyšších arménských vyznamenání - Řád Tigrana Velikého

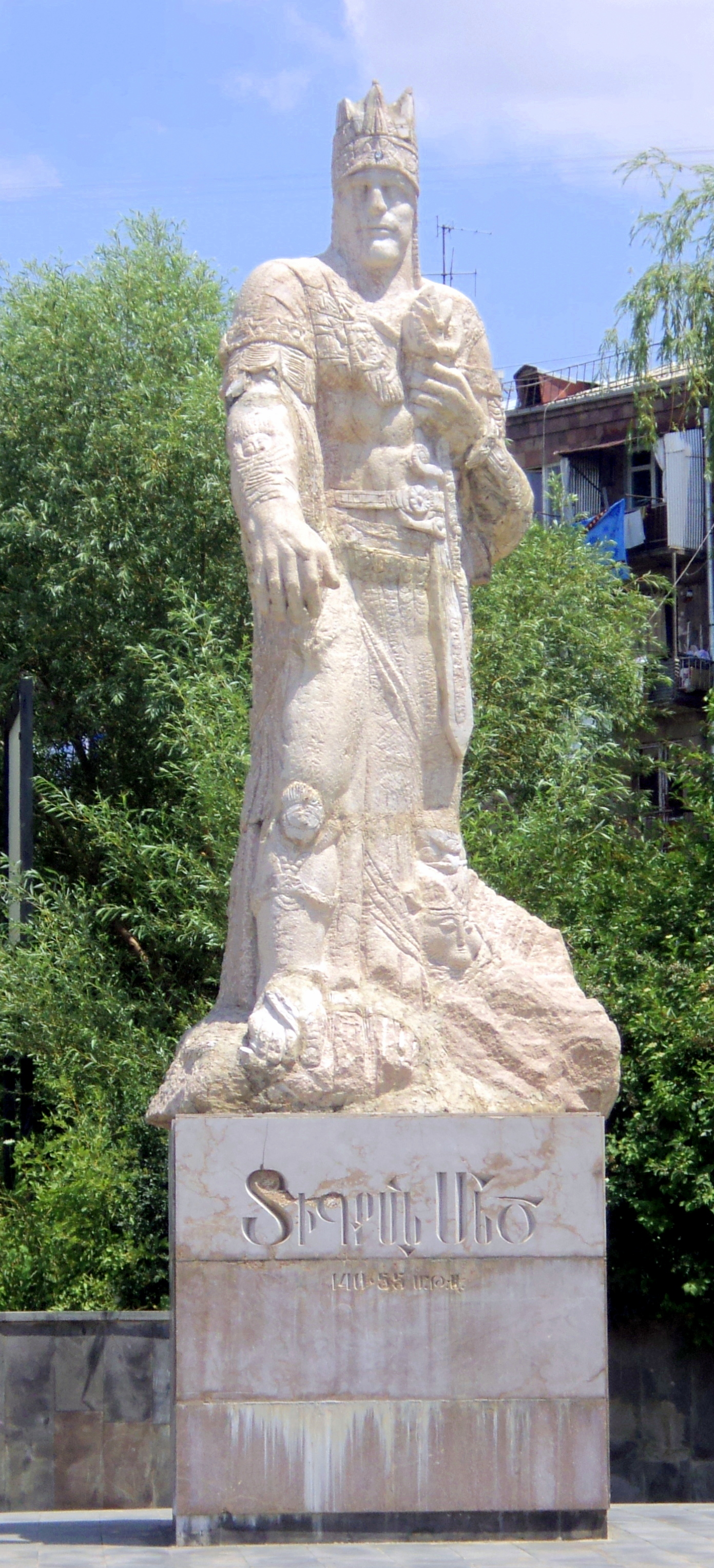
Socha v Jerevanu

Tigranés II., známý jako Tigranés Veliký, arménsky Տիգրան Մեծ (140 př. n. l. – 55 př. n. l.) byl v letech 95 př. n. l. - 55 př. n. l. králem starověké Arménie. Pod jeho vládou se tato země na krátký čas stala nejmocnějším státem na východ od Říma. V době největší územní expanze pod jeho vládou sahalo arménské království od Středozemního ke Kaspickému moři a na severu takřka až k moři Černému.

## Původ a počátky
Byl buď synem nebo bratrem krále Artavazda I. a patřil k dynastii založené ve 2. století př. n. l. Artaxiasem (Artašēsidem) (tedy tzv. artaxiaské dynastii). Tato dynastie měla základ patrně v eruandidské dynastii ve starém Íránu. V mládí byl rukojmím parthského krále Mithradata II. (vládl 123 př. n. l. - 88 př. n. l.) Zajat byl poté, co jeho bratr (či otec) Artavazd I. roku 105 př. n. l. neúspěšně čelil prvnímu parthskému útoku na Arménii, vedenému právě Mithradatem II. Ale podařilo se mu nakonec vykoupit postoupením území na severozápadě Íránu (tzv. "sedmdesáti údolí" v Atropateně).

## Expanze
Pak již Tigranés zahájil mohutnou územní expanzi. Nejprve anektoval jihozápadní království Sofena (východně od horního toku Eufratu). Možná si na ně dělal nárok i proto, že se okolo roku 188 př. n. l. oddělilo od celku ovládaného eruandidskou dynastií, a to pod vládou jedné její větve.
Poté uzavřel spojenectví s pontským králem Mithridatem VI. (též zvaným Mithridates Eupator Pontus) a oženil se s jeho dcerou Kleopatrou. Díky tomuto spojenectví dobyli společně Kappadokii (v Malé Asii), ta však byla pod ochranou Římské republiky. Její Senát vyslal generála Lucia Cornelia Sullu, aby Mithridata VI. sesadil z trůnu. To vedlo k vleklému konfliktu Pontu s Římem, který skončil smlouvou z roku 92 př. n. l., která poprvé v historii vymezila východní hranice Říma na Eufratu. Tigranés se ovšem v tomto konfliktu dle všeho držel spíše stranou, patrně aby šetřil síly na ovládnutí parthského království (zejména západu země). K tomu se odhodlal ve chvíli, kdy roku 88 př. n. l. zemřel král Mithrades II. a kdy parthskou říši navíc oslabil vpád Skythů.
Nejprve připojil "sedmdesát údolí", které musel dát kdysi jako výkupné za svou svobodu, a pak postoupil až k městu Ekbatana v Médii. Jeho vazaly se záhy staly městské státy Atropatena, Korduena (v dnešním Ázerbájdžánu), Adiabena (na horním toku Tigridu), Osroena i Mygdonie. Když je získal, přijal titul „král králů“.
Jeho územní úspěchy však pokračovaly. Část Sýrie, unavená z bojů mezi posledními Seleukovci, mu roku 83 př. n. l. nabídla korunu. Ze Sýrie mohl učinit další výpady až k hranicím Judeje a možná i dále. (Dle Flavia Josepha nikdy nepřekročil hranice Judeje, dle Appiana dosáhl až jihu Egypta).
Následovalo připojení Fénicie a Kilíkie, jeho bratr Guras dobyl severní Mezopotámii (přesněji klíčové město Nisibis) a na Kavkaze království Ibérie (nyní Gruzie). Také kavkazská Albánie přijala jeho svrchovanost. V letech 78-77 př. n. l. pak dobyl Kappadokii, kterou pokořil již jednou, po boku Pontských.

## Tigranakert a neúspěšná helenizace
Po vrcholu úspěšné expanze nechal Tigranés postavit nové, výstavní královské město, Tigranakert. Staré hlavní město Artašat totiž leželo nyní příliš na severu nové říše, nové mělo být v jejím středu. Leželo patrně na hranicích Arménie a Mezopotámie, avšak o jeho přesné umístění se archeologové přou, město bylo totiž zcela rozvráceno. Do nové metropole Tigranés soustředil nejen ohromné nashromážděné bohatství (plynoucí zejména z kontroly obchodních cest v Mezopotámii), ale nechal do něj násilně přestěhovat i značné množství obyvatel z dvanácti řeckých měst z Kappadokie, Kilíkie i Sýrie. O městě dnes víme málo, ale Appianos i Plútarchos psali o jeho nádheře. Historikové také již z názvu města soudí, že bylo vystavěno v helénském stylu (Plútarchos hovoří o akropoli a divadle) a celá Tigranova epocha se ostatně považuje za vrchol helenizace Arménie a celé oblasti mezi Středozemním a Kaspickým mořem. Dvorním jazykem byla ostatně řečtina. Velký podíl na helenistických tendencích měla zřejmě Tigranova manželka Kleopatra, která pozvala ke dvoru řadu řeckých filozofů a rétorů. Vedla k lásce k řecké kultuře i syna Artavazda (později král Artavazd II.), který prý napsal i několik řeckých tragédií. Navzdory tomu Tigranés nikdy nepřipustil žádné helenizační (demokratické) prvky v politice a vsázel na orientální despocii a přísnou centralizaci. Helenizace také zřejmě nezasáhla okraje říše tolik jako jeho centrum (později zničené), což mělo důsledky pro celou oblast, která dodnes "lavíruje" mezi evropskou a asijskou identitou.

## Pád
Tigranés se zřejmě snažil vyhnout konfrontaci s Římem za každou cenu a navzdory spříznění se patrně nezapletl do římsko-pontských válek. Roku 72 př. n. l. však byl jeho zeť Mithradates Pontus Římany drtivě poražen a Tigranovi nezbylo než mu poskytnout azyl. Když ho odmítl Římanům vydat, konflikt s nimi byl již nevyhnutelný.
Roku 69 př. n. l. římská vojska pod vedením vojevůdce Luculla Arménii napadla. Tigranés byl 6. října poražen u Tigranakertu. Musel z města uprchnout, záhy je opustili i jeho obyvatelé a město bylo srovnáno se zemí. Brzy poté prohrál znovu v další klíčové bitvě v blízkosti bývalého hlavního města Artašatu. Přesto nebyl Tigranés poražen zcela. Roku 67 či 68 př. n. l. se navíc Lucullus musel vrátit do Říma, když se jeho vojsko začalo bouřit kvůli nezvykle tuhé arménské zimě a také kvůli vyčerpání partyzánským způsobem boje, k němuž se Arménci uchýlili.
Jenže vzápětí přišla komplikace. Proti Tigranovi se obrátil jednak parthský král Fraatés III. a jednak jeho vlastní syn Tigranés. Fraatovi se nepodařilo dobýt Artašat, načež ustoupil, avšak Tigranův zrádný syn se ukázal být nebezpečnějším protivníkem. Zaútočil totiž na Artašat z východu, ale především přitom požádal o pomoc římského vojevůdce Pompeia. Aby ušetřil Artašat osudu Tigrakertu, Tigranés se roku 66 př. n. l. Pompeiovi vzdal. V následné mírově smlouvě odevzdal Římu prakticky všechna dobytá území, s výjimkou Sofeny a Kordueny. Navíc musel zaplatit obrovské reparace: 6000 talentů a navíc žold římským vojákům. Tato potupa znamenala konec velké arménské říše, avšak Tigranés tak alespoň zachránil existenci arménského státu jako takového, vládu nad jeho jádrem. Jako římskému klientovi a „příteli římského lidu“ bylo Tigranovi dovoleno vládnout tomuto státu ještě asi 10 let a navíc mu Římané zajistili ochranu před expanzivními parthskými ambicemi. Zemřel ve velmi vysokém věku roku 56 nebo 55 př. n. l. Jeho následníkem se stal jeho syn Artavazd II.

## Odkaz
Pro moderní Arménii je národním symbolem. Pojem "Arménie od moře k moři" - "Tsovits tsov Hayastan" (Ծովից ծով Հայաստան) je v zemi užíván dodnes. Od roku 1993 je zobrazen na arménské bankovce v hodnotě 500 dramů.
Tigranés je oblíbenou postavou v umění, zejména v opeře. Existuje dokonce 24 oper, v nichž se objevuje. K nejznámějším patří ta Alessandra Scarlattiho (Tigrane, 1715), Antonia Vivaldiho (La virtu trionfante dell'amore e dell'odio ovvero il Tigrane, 1724) a Niccolò Piccinniho (Tigrane, 1761).